# Kościół Siedmiu Boleści Najświętszej Maryi Panny w Nieczajnej Górnej
Kościół Siedmiu Boleści Najświętszej Maryi Panny w Nieczajnej Górnej – rzymskokatolicki kościół parafialny znajdujący się w Nieczajnej Górnej w powiecie dąbrowskim województwa małopolskiego.

## Historia kościoła
Obecny kościół parafialny został wybudowany w latach 1981-1987 wg projektu Romana Łomnickiego. Kamień węgielny został poświęcony i wmurowany 19 września 1982 r. przez biskupa tarnowskiego Jerzego Ablewicza. Poświęcenia i konsekracji kościoła dokonał 18 września 1987 r. bp Piotr Bednarczyk. Projekt i wykonanie w mozaice ściany ołtarzowej oraz stacje drogi krzyżowej opracował Józef Furdyna.